# Karl-Heinz Barth
Karl-Heinz Barth (* 3. März 1937 in Zwickau; † 1. Februar 2011 am Aconcagua) war ein deutscher Innenarchitekt und Kunsthistoriker.

## Leben
Barth absolvierte ab 1951 eine dreijährige Ausbildung zum Bau- und Möbeltischler und erlangte 1958 den Meisterbrief im Tischlerhandwerk. Ab 1961 studierte er Innenarchitektur an der Fachschule für angewandte Kunst Heiligendamm. Es folgten ein Fernstudium an der Hochschule für industrielle Formgestaltung Giebichenstein zum Facharchitekten Bau-Raum sowie ein Externstudium der Kunstgeschichte an der Martin-Luther-Universität Halle-Wittenberg, wo er im Jahre 1983 seine Dissertation über Gotthilf Ludwig Möckel vorlegte und 1984 promoviert wurde. Anschließend war Barth bis 1990 Leiter der Projektierung im Betriebsteil Karl-Marx-Stadt des zum Möbelkombinat Dessau gehörigen VEB Innenprojekt Halle. „Das Portfolio des VEB Innenprojekts Halle war enorm, er stattete alle Arten von Gesellschaftsbauten in der gesamten Republik aus: von Verwaltungsgebäuden, Versorgungszentren, Polikliniken und Sparkassen über Gaststätten, Hotels und Ferienheime bis zu besonderen Repräsentationsbauten wie das Leipziger Rathaus, den Palast der Republik oder das Leipziger Gewandhaus.“
Danach war Barth freiberuflich im Architekturbüro Arnold + Dr. Barth tätig.
Barth war bis 1990 Mitglied im Verband Bildender Künstler der DDR und gehörte 1991 zu den Mitbegründern des Landesverbands Sachsen des Bundes Deutscher Architekten (BDA) und der Architektenkammer Sachsen. Barth war bis 1997 Vorstandsmitglied der Architektenkammer Sachsen und von 1993 bis 2003 Vorsitzender des BDA-Landesverbands Sachsen. Im Jahr 2002 wurde er in die Sächsische Akademie der Künste berufen.
Bekanntheit erlangte Barth durch die Mitwirkung an der Sanierung historischer Gebäude in Chemnitz, darunter die Villa Esche, das Stadtbad und das Opernhaus. In der DDR war Barth u. a. 1985 auf der Bezirkskunstausstellung Karl-Marx-Stadt und 1987/1988 in Dresden auf der X. Kunstausstellung der DDR vertreten. Einzelausstellungen hatte er u. a. in der Bundesrepublik, in China, Finnland und Kuba.
Zwischen 1995 und 1999 leitete Barth die SPD-Fraktion im Chemnitzer Stadtrat. 2003 gab er sein Architekturbüro in Chemnitz auf und widmete sich dem Bergsteigen. Dabei bestieg er u. a. den Kilimanjaro, Mont Blanc und Ararat. Am 1. Februar 2011 verunglückte Barth beim Aufstieg auf den Aconcagua tödlich.

## Ehrungen
- 1984: Architekturpreis der Deutschen Demokratischen Republik für Rekonstruktion des Stadtbads Karl-Marx-Stadt
- 1984: Schinkel-Medaille des Bundes der Architekten der DDR für Rekonstruktion des Stadtbads Karl-Marx-Stadt
- 1987: Architekturpreis der Deutschen Demokratischen Republik für das Ferienheim in Schöneck/Vogtl.
- 1994: BDA-Preis Sachsen für die Sanierung des Opernhauses Chemnitz

## Werk

### Bauten und Entwürfe
- 1974: Volksbuchhandlung in Oberhof
- 1981: Umbau des Ballsaals „Neue Welt“ in Zwickau
- 1983: Mitwirkung an der Sanierung des Stadtbads in Karl-Marx-Stadt
- 1986: Innenprojekt des Ferienheims in Schöneck (Vogtland)
- 1988: Umbau des Filmtheaters „Luxor-Palast“ in Karl-Marx-Stadt
- 1988–1992: Mitwirkung an der Rekonstruktion des Opernhauses in Karl-Marx-Stadt
- 1989: Umbau der Gaststätte „Posthalterei“ in Zwickau
- 1989: Konzerthaus „Amadeo Roldano“ in Havanna (unvollendet)
- 1990: Umbau von Gaststätten in Riga und Irkutsk
- 1997: Mitwirkung Technologiezentrum Chemnitz
- 1998: Mitwirkung Verwaltungsgebäude der Handwerkskammer Chemnitz
- 1997–2001: Mitwirkung an der Sanierung der Villa Esche in Chemnitz

### Schriften
- Gotthilf Ludwig Möckel (1838–1915). Ein Beitrag zur Geschichte der deutschen Architektur der zweiten Hälfte des 19. Jahrhunderts. (Dissertation) Parthas, Berlin 2001, ISBN 3-932529-89-8.